# Keer het Tij
Keer Het Tij is een Nederlands platform dat van 2002 tot 2007 middels het voeren van acties ageerde tegen het neoliberale beleid van de kabinetten-Balkenende I en II.

## Organisatie
Keer het Tij heeft geen eigen vaste organisatiestructuur, maar is een samenwerkingsverband van ruim 500 aangesloten organisaties. Dit zijn onder meer de linkse politieke partijen (Partij van de Arbeid, GroenLinks, SP, NCPN), vakbondsafdelingen, actiegroeperingen (zoals de Internationale Socialisten, Socialistisch Alternatieve Politiek) en maatschappelijke organisaties zoals de Chronisch zieken en Gehandicapten Raad Nederland, Milieudefensie en de Landelijke Studentenvakbond. Keer het Tij was een van de initiatiefnemers van het eerste Nederlands Sociaal Forum in 2004. Initiatiefnemer en coördinator van Keer het Tij is René Danen.

## Activiteiten
Keer het Tij organiseerde onder meer een landelijke betoging op 20 september 2003 (waar volgens de politie zo'n 25.000 mensen op af kwamen), en een lokale actiedag op 18 december 2003 waarbij in 25 steden actie gevoerd werd. Op 10 april 2004 werd te Amsterdam een grote landelijke betoging gehouden voor een generaal pardon voor een groep van 26.000 vluchtelingen, en tegen het uitzettingsbeleid van minister Rita Verdonk.
Op 2 oktober 2004 werd een demonstratie georganiseerd in combinatie met een actie van de vakbonden FNV, CNV en MHP. De Keer Het Tij-demonstratie, die begon op de Dam, trok zo'n 50.000 demonstranten. Vervolgens sloten deze mensen zich aan bij de vakbondsmanifestatie op het Museumplein die volgens de gemeente Amsterdam zo'n 300.000 deelnemers telde.
Op de Universiteit van Amsterdam en in Paradiso organiseerde het platform in 2003 en 2004 een aantal debatten waar gediscussieerd werd over alternatieven voor het beleid van de regering-Balkenende.
Keer het Tij was een van de organisatoren van een 'omsingeling' van het Binnenhof op 24 september 2005. Enkele duizenden actievoerders omsingelden de Hofvijver en het torentje van Balkenende.
In november 2006 organiseerde Keer het Tij samen met andere organisaties in Den Haag opnieuw een demonstratie tegen het toenmalige asielbeleid van minister Verdonk. Men bediende zich van de slogan 'Kies voor een humaan asielbeleid, te beginnen met een generaal pardon'.

## Noot
1. ↑  https://www.keerhettij.nl/organisaties.htm. Gearchiveerd op 28 mei 2023.
2. ↑  Gearchiveerde kopie. Gearchiveerd op 28 april 2016. Geraadpleegd op 15 augustus 2023.